# Здание Чувашского государственного сельскохозяйственного института
Здание Чувашского государственного сельскохозяйственного института — здание середины XX века в городе Чебоксары, Чувашской Республики. Построено по проекту архитектора Елены Калашниковой в классическом стиле. Памятник истории и культуры регионального значения. В настоящее время — главный корпус Чувашского государственного аграрного университета.

## История
Для строительства комплекса зданий (предполагалось построить учебный корпус объёмом 57200 м³, студенческое общежитие и жилой дом) был выделен участок площадью 2,2 га, ограниченный с трёх сторон улицами и городской площадью, с четвёртой стороны — руслом реки Кайбулки.
В 1955 году на современной главной площади Чебоксар, а в тот исторический период она называлась Советской, начали возводить новое здание сельскохозяйственного института. Этому строению было суждено стать визитной карточкой республиканского центра.
Роль главной архитектурной доминанты как данного здания, так и всей площади была уготована пятидесятиметровой башне со шпилем. Однако, 19 ноября 1955 года главный архитектор города Чебоксары Феофан Сергеевич Сергеев, на страницах газеты «Советская Чувашия», публикует материал под заголовком «За экономичное проектирование и строительство». Эта статья уничтожает замысел архитектора и реализацию проекта затягивает до начала XXI века. Мнение о том, что шпиль является дорогим и неактуальным элементом здания, подхватывают многие. Проект был переделан, а сооружение введено в эксплуатацию без оригинального элемента архитектуры.

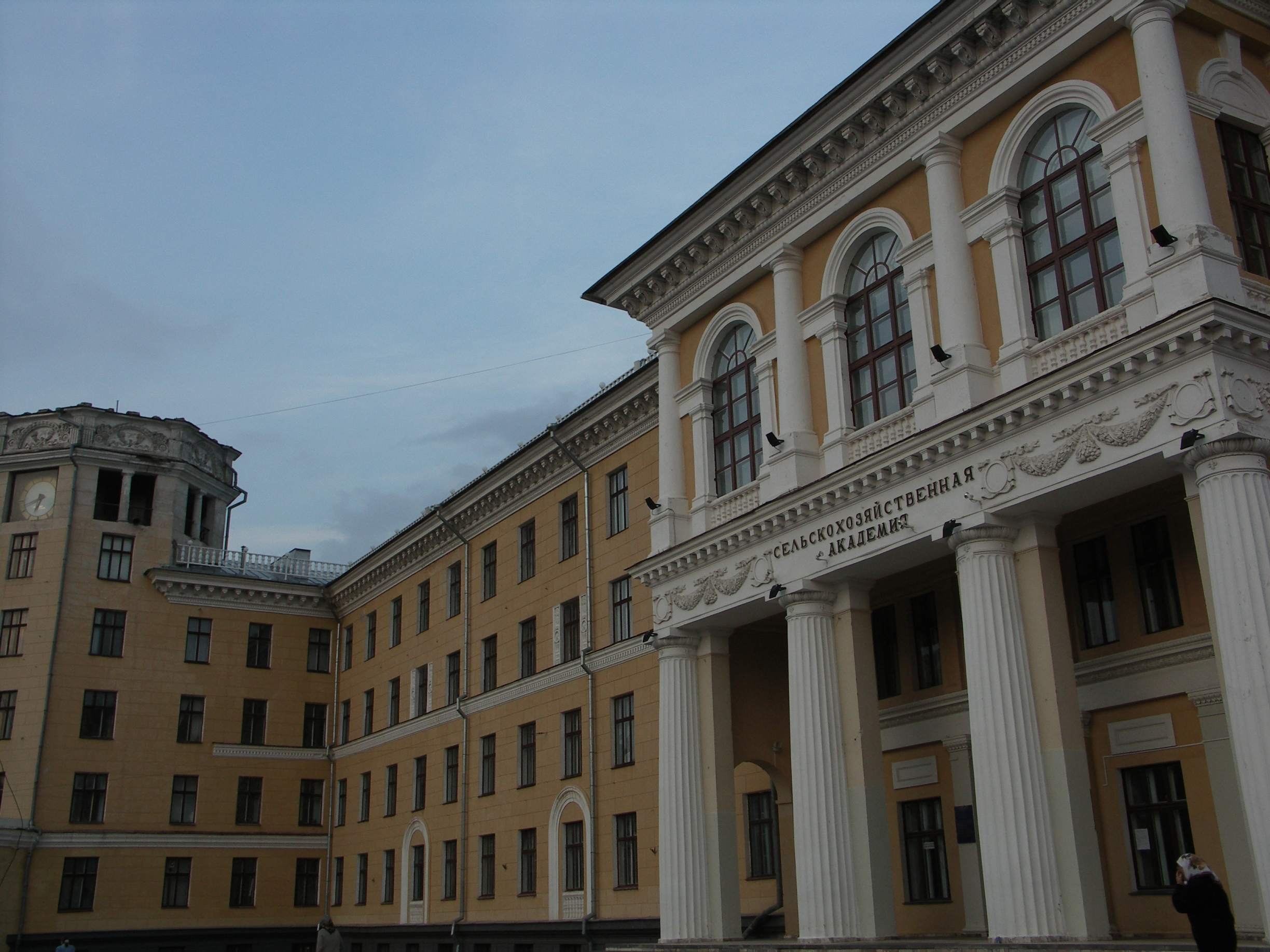
Фасад здания

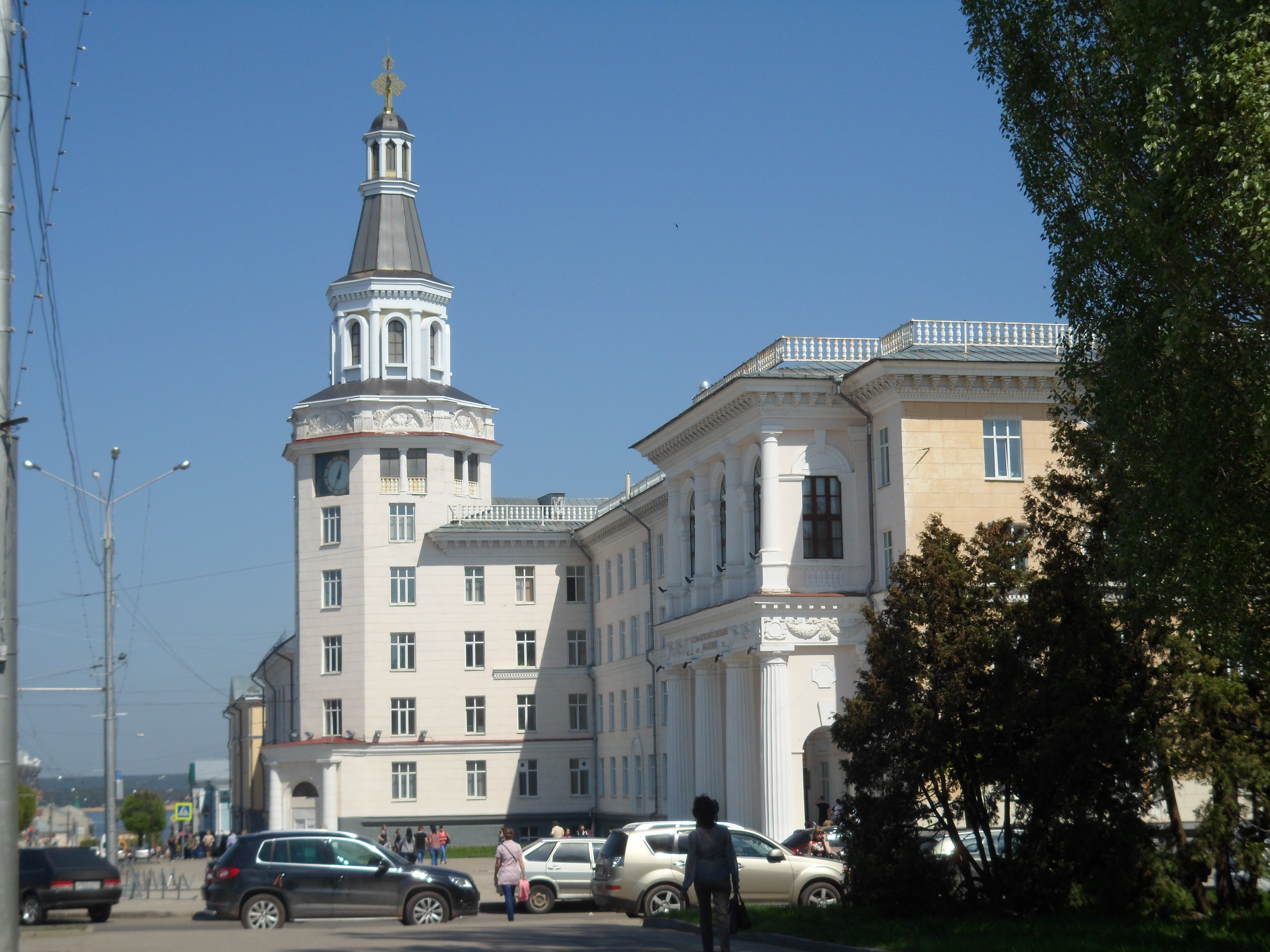
Шпиль здания

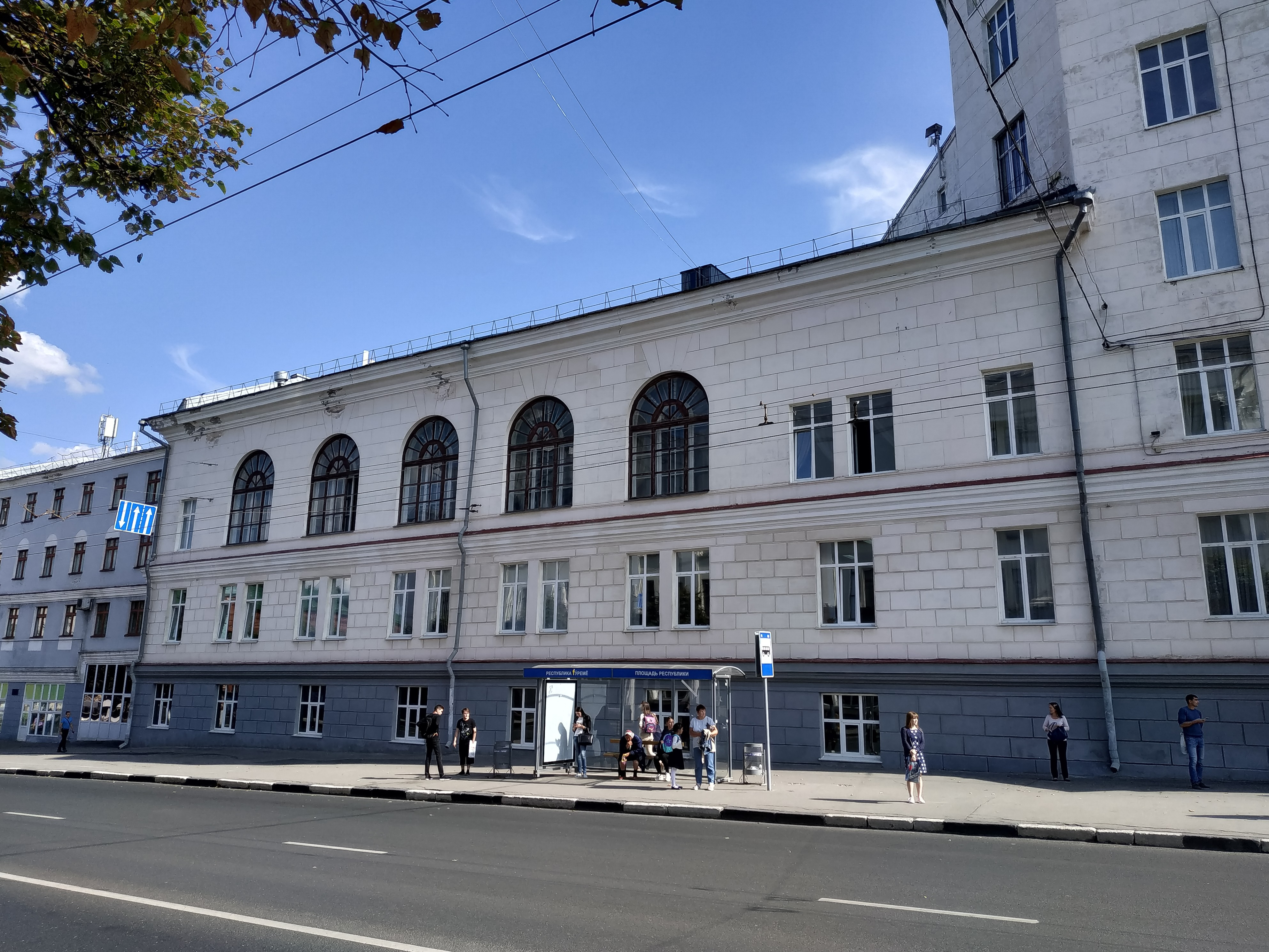
Боковой фасад

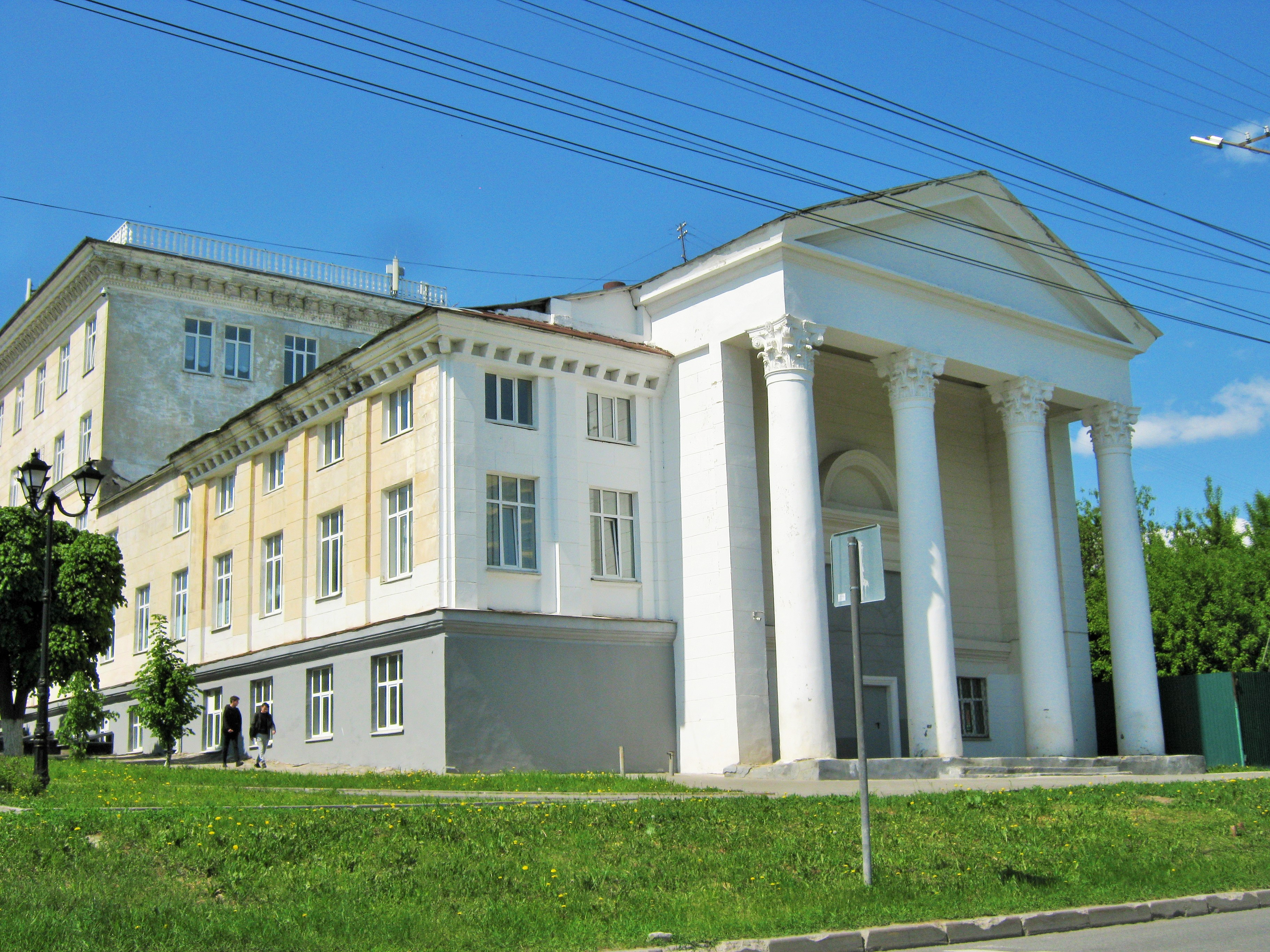
Задний фасад

Почти 50 лет на особняке отсутствовала башня. В шутку местные жители называли эту постройку «домом в тюбетейке». В 2004 году по инициативе ректора академии Николая Кириллова вопрос с сооружением башни был решён. Из современных материалов, чтобы не допустить нагрузку на фундамент и каркас здания, строение было дополнено башней с металлическим конусом в 25 метров. Над городом возвысилось древо жизни — чувашский символ, который заменил шпиль. Реконструкция завершилась в 2005 году, башня дополнила архитектурный облик главной площади столицы Чувашии. Авторство проекта принадлежит молодому архитектору Николаю Емельянову, который также является автором других архитектурных объектов Чебоксар — детской больницы, кинотеатра «Атал» и других.
На этом здании были и установлены главные городские часы. В первоначальном проекте этого элемента не было, но часы появились к началу 70-х годов прошлого века. За ними тщательно ухаживают, следят и ремонтируют.
Объект является культурным наследием регионального значения.

## Архитектура
Зигзагообразное сложное строение из кирпича, которое было возведено в 1957 году по проекту архитектора Е. Е. Калашниковой. Здание придаёт законченный вид ансамблю площади Республики.
К основному четырёхэтажному с цокольным этажом корпусу примыкает со стороны улицы Ярославская трёхэтажное объёмное строение. Богато декорированы фасады. Главный фасад украшен двухэтажным дорическим портиком с пилонами. Четыре колонны первого этажа связаны декорированной лепниной архитравом, они поддерживают аркатуру второго этажа.
Стены особняка разделены по горизонтали междуэтажными карнизами и отделаны под руст. Цокольный этаж имеет выделенный цвет. Композицию главного фасада уравновешивает вычлененный шестиэтажный башнеобразный объём, который увенчан широким декоративным фризом.
В 2005 году было смонтировано шатровое завершение башни. Трёхэтажный объём со стороны улицы Ярославская был дополнен четырёхколонным коринфским портиком с треугольным фронтоном. Развитые карнизы с кронштейнами и балюстрадой парапета завершают стены здания.
Коридорный тип присутствует в планировке здания. Из стропильной конструкции состоит крыша.

## Документы
Постановление Совета министров Чувашской АССР от 23 октября 1990 года № 299 «О дополнении списка памятников истории и культуры местного (АССР) значения, подлежащих государственной охране».